# إيفيت براكمان
إيفيت براكمان (بالإنجليزية: Yvette Brackman)‏ هي فنانة تشكيلية أمريكية، ولدت في 1967 في نيويورك في الولايات المتحدة.